# Spyridon (Heiliger)

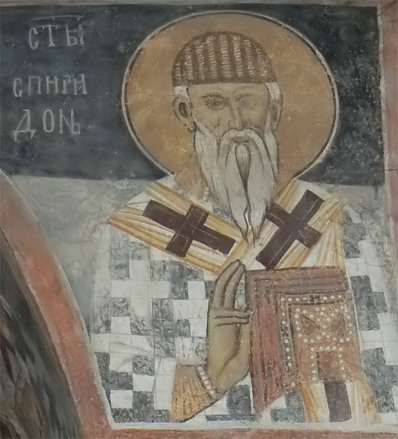
Der hl. Spyridon, Fresco im Kloster Semen (Bulgarien), 14. Jahrhundert

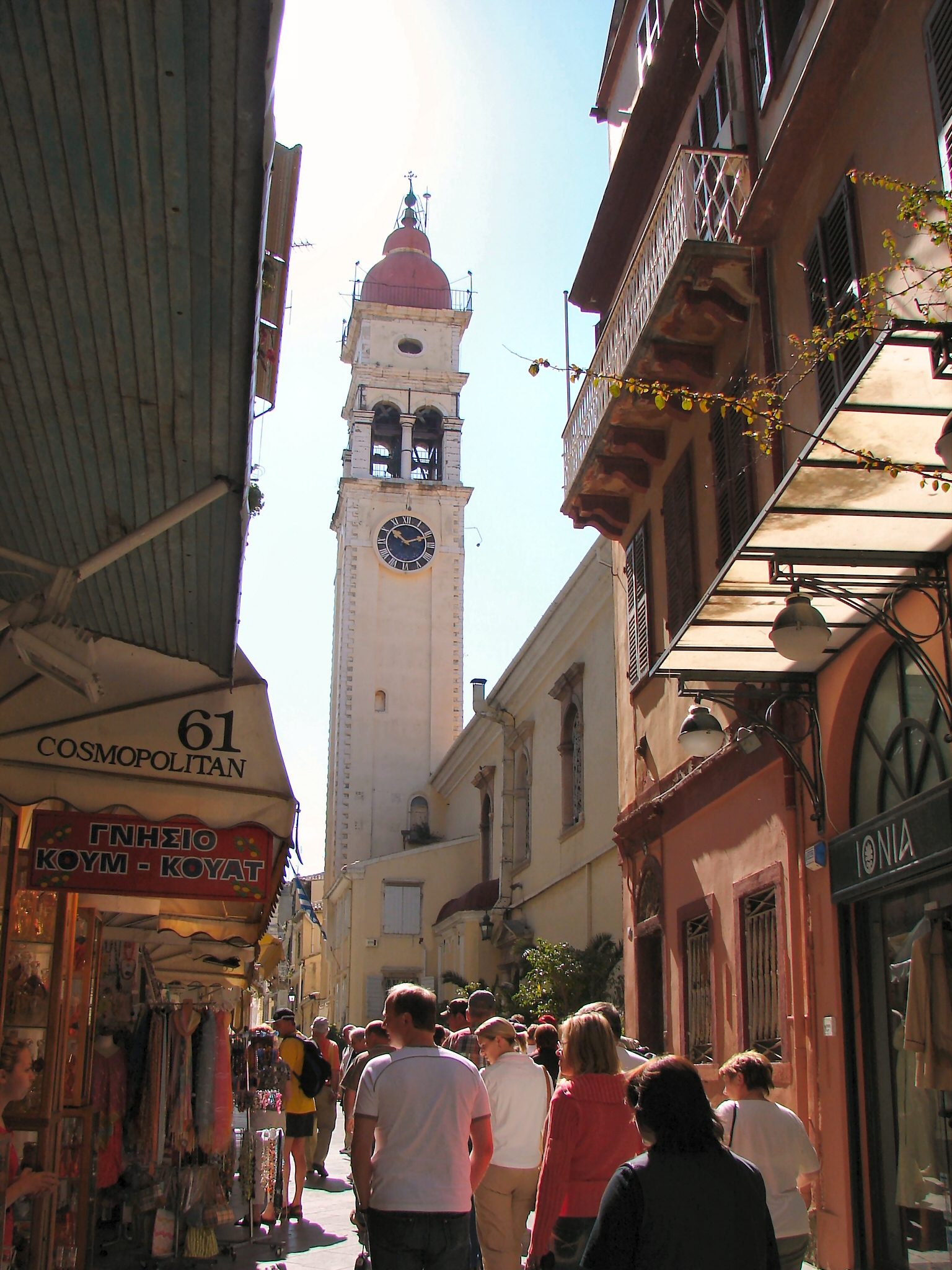
St. Spyridon (Korfu)

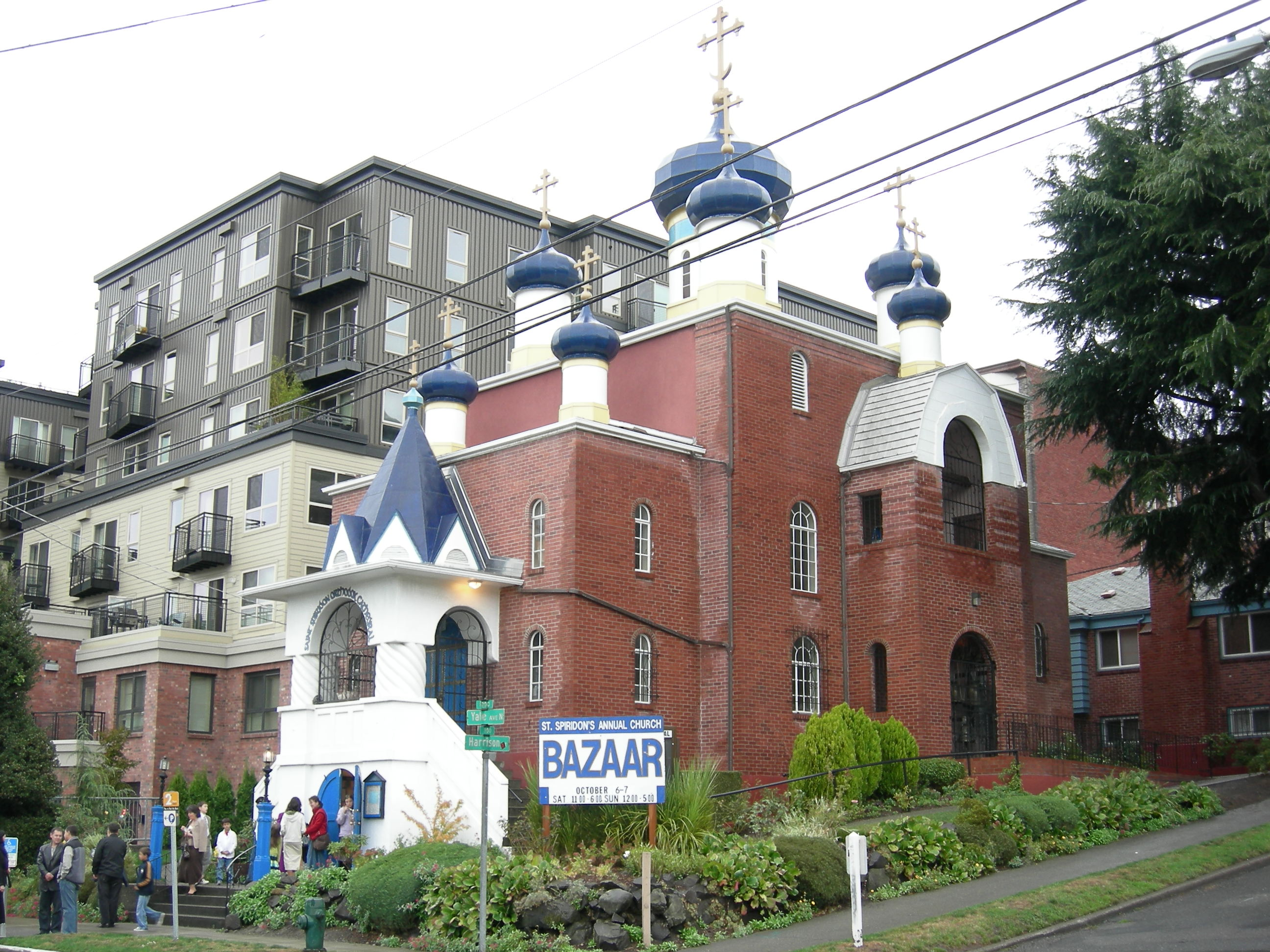
Orthodoxe Kathedrale St. Spyridon, Seattle (USA)

Spyridon, auch Spyridon von Trimythontos (altgriechisch Σπυρίδων Τριμυθούντος; * um 270; † 350) war ein zyprischer Bischof. Er ist ein Heiliger der Ostkirchen und der lateinischen Kirche und gilt als Schutzpatron Korfus. Sein Gedenktag ist der 12. Dezember.

## Leben
Der Legende nach wurde Spyridon in Trimythontos (auch latinisiert Tremithontus; heute Trimithos) auf Zypern als Kind armer Leute geboren. Zunächst lebte er als Hirte und war verheiratet. Nach dem Tod seiner Ehefrau widmete er sein Leben der Kirche und wurde zum Bischof seiner Heimatstadt geweiht. Während der Christenverfolgungen unter Kaiser Maximian wurde er festgenommen und verbannt.
Spyridon hat der Tradition nach 325 am Konzil von Nicäa teilgenommen, (sein Name ist in den Akten nicht belegt) und ist dort für die Lehre von der Wesensgleichheit Jesu mit Gott-Vater eingetreten.
Spyridon soll bereits zu Lebzeiten zahlreiche Wunder (etwa Wiederbelebungen „Toter“) gewirkt haben. Als man nach Eroberung Zyperns durch die Sarazenen sein Grab öffnete, um die sterblichen Überreste nach Konstantinopel in Sicherheit zu bringen, war sein Leichnam nicht verwest und roch nach Basilikum, was als Beleg seiner Heiligkeit gewertet wurde.

## Verehrung auf Korfu
Nach dem Fall Konstantinopels 1453 brachte der korfiotische Priester Giorgios Kalochairetis den Leichnam nach Korfu und vererbte die Reliquie seinen drei Kindern. Als Mitgift seiner Enkelin Asimia ging die Reliquie in den Besitz der Familie Bulgari über, die so ihre Privatkirche zur Wallfahrtsstätte der Huldigung Spyridons aufwertete. Zum Bau der neuen Stadtmauer wurde die Kirche der Bulgaris im 16. Jahrhundert abgerissen. Für den Heiligen wurde eine neue Kirche im Zentrum der Stadt Korfu errichtet, die seinen Namen trägt und wo er bis zum heutigen Tag verehrt wird.
Der Sarg mit dem Leichnam des Heiligen befindet sich in einem separaten Raum rechts neben dem Altarraum der Kirche. Er wird zeitweise geöffnet und ermöglicht dann die Verehrung der Füße des Heiligen, sowie, durch ein Sichtfenster, den Blick auf dessen Kopf.
Viermal im Jahr wird der Schrein Spiridons in einer großen Prozession durch die Straßen Korfus getragen:
- am Palmsonntag, um daran zu erinnern, dass der Heilige die Korfioten vor der Pest im Jahr 1630 bewahrte;
- seit 1550 am Karsamstag, als der Heilige die Korfioten vor einer Hungersnot bewahrte;
- am 11. August, um daran zu erinnern, dass der Heilige die monatelange Belagerung der Türken im Jahr 1716 abwendete;
- am 1. Sonntag im November, um daran zu erinnern, dass der Heilige die Korfioten auch vor der Pest im Jahr 1673 bewahrte.

## Patrozinien
In Griechenland und auf Zypern sind dem Heiligen eine große Zahl von Kirchen geweiht. Darüber hinaus gibt es Kirchen mit diesem Patrozinium in verschiedenen europäischen Ländern und in Nordamerika, u. a.:
- Dreifaltigkeits- und Hl. Spyridon Kirche, Triest, Serbisch-Orthodoxe Kirche in Italien
- Kirche Hl. Spyridon, Petrinja, Serbisch-orthodoxe Kirche in Kroatien
- Kirche Hl. Spyridon,  Peroj, Serbisch-orthodoxe Kirche in Kroatien

In Deutschland gibt es eine Serbisch-orthodoxe Mönchsgemeinschaft, die ihre Skite dem Patronat des Heiligen unterstellt:
- Skite des heiligen Spyridon, Serbisch-orthodoxe Mönchsgemeinschaft in Geilnau, Rheinland-Pfalz